# Nothobranchius polli
Nothobranchius polli är en fiskart som beskrevs av Wildekamp, 1978. Nothobranchius polli ingår i släktet Nothobranchius och familjen Nothobranchiidae. IUCN kategoriserar arten globalt som starkt hotad. Inga underarter finns listade i Catalogue of Life.